# Лорди
Лорди (на фински: Lordi) са финландска хардрок група, създадена през 1992 г. в град Рованиеми от фронтмена Mr Lordi (Томи Петери Путаансуу). Освен с мелодичната си метъл музика, те са известни с това, че носят маски на чудовища и използват елементи от филми на ужасите с пиротехника по време на концерти.
Лорди добиват известност през 2002 г. със сингъла си „Would You Love a Monsterman?“. През 2006 г. става първата хардрок група, печелила Евровизия, както и единственият финландски изпълнител, печелил състезанието, с песента си „Hard Rock Hallelujah“.

## История

### Образуване (1992 – 2002)
Групата е образувана през 1992 г. като соло проект на Mr Lordi. Първият демо албум е завършен през 1993 г. Албумът включва песента „Inferno“, към която има и клип. В клипа Mr Lordi е без маска, но по-късно му идва идеята за група с чудовища. Песента по-късно е издадена във финландския компилационен албум „Rockmurskaa“ през 1995 г. През 1996 г. Mr Lordi организира круиз на Kiss за финландски фенове на групата от Финландия до Швеция. По това време се среща с музикантите Amen и G-Stealer и им разказва за музикалния си проект, наречен Лорди. След круиза те се присъединяват към групата. Година по-късно Enary се присъединява на клавирни и групата записва своя пръв албум, Bend Over And Pray The Lord. При записването на албума, групата няма барабанист и използват MIDI записи вместо истински барабани.
Ари Тиайнен, собственикът на звукозаписната компания, първоначално планира да публикува албума, но се оказва че компанията няма достатъчния ресурс за това. Тиайнен препоръчва на Лорди да се обърне към Анаконда рекърдс. Албумът се готви за пускане на пазара в началото на 1999 г., но Анаконда бранкрутира малко преди планираната дата и албумът така и не излиза на бял свят.
Групата никога не свири на сцена с първоначалния си състав. През 1999 г. G-Stealer напуска групата и заменен от Magnum. През 2000 г. се присъединява барабаниста Kita.

### Get Heavyи успех в Европа (2002 – 2003)
След няколко провалени опита за звукозаписен договор, Лорди подписват с BMG Финландия през 2002 г. През юли групата издава първия си официален сингъл, „Would You Love A Monsterman?“, който се изкачва до номер едно в родна Финландия. През лятото групата записва първия си официален албум.
През есента на 2002 г. басистът Magnum е изгонен и заменен с Kalma. Дебютният им албум Get Heavy е издаден през ноември с дизайн на обложката, базиран на албума Love Gun на Kiss. През 2003 г. албумът добива платинен статут във Финландия.
Първият си концерт Лорди изнасят на 8 декември 2002 г. в Хелзинки. През 2003 г. групата се появява на няколко музикални събития във Финландия и чужбина (особено Германия). Докато свирят в Германия, Лорди подгряват Nightwish. Така двете групи успяват да подпишат с Drakkar и да добият известност в Германия.

### The Monsterican Dream(2004 – 2005)
В началото на 2004 г. Лорди започват работа по следващия си студиен албум. Той е издаден на 14 април 2004 г. под името The Monsterican Dream. Заедно с новия албум, костюмите и имиджът на групата са обновени. Специалното издание на албума съдържа и DVD с кратък филм на групата, The Kin. Две години след издаването си, албумът достига златен статут. През февруари 2005 г. излиза първата компилация на групата – The Monster Show, благодарение на Sanctuary Records.
Междувременно възникват спорове между членовете на групата. По-късно през същата година басистът Kalma поисква да се оттегли, поради проблеми със семейството и парите. Въпреки това, Kalma свири на бас за бъдещия албум The Arockalypse. Kalma се оттегля точно преди Лорди да влязат в конкурса Евровизия.
Двама нови членове се присъединяват към групата – басистът OX и кийбордистката Awa. Тази промяна в състава донася допълнителни промени по костюмите на групата.

### The Arockalypse, победа на Евровизия и световен успех (2006 – 2008)
Третият студиен албум на Лорди, The Arockalypse, е пуснат на пазара на 1 май 2006 г. На 20 май 2006 г. Лорди печели първо място на Евровизия в Атина с песента „Hard Rock Hallelujah“, като така става първата финландска група и първата хардрок група печелила състезанието. Песента печели 292 точки, което е рекорден брой точки по това време.
Лорди продължава с турне в Европа, чието концертно DVD е издадено през февруари 2007 г. По време на последното представление на 31 октомври, бившият басист на групата, Kalma, също излиза на сцената.
През ноември 2006 г. Лорди оглавяват музикалните награди на MTV Европа, като Mr Lordi представя наградата за „Най-добър рок“. По това време, Бил Окуан, първият мениджър на Kiss, става мениджър на Лорди. През пролетта на 2007 г. Лорди тръгва на турне из Япония и Прибалтика. През май групата открива Евровизия в Хелзинки с печелившата си песен „Hard Rock Hallelujah“.
През лятото на 2007 г. членовете на Лорди участва в снимки на филма Dark Floors в Оулу. През юли групата тръгва на турне в Северна Америка, като участват на Ozzfest.
След Ozzfest групата си взема малка почивка. През септември е обявено, че Лорди ще имат ново турне в САЩ, заедно с групата Type O Negative, започвайки на 12 октомври. Турнето привършва на 31 октомври 2007 г. По време на турнето мениджърът Рик Шолвник и охраната са ограбени от въоръжени нападатели след концерт в Луисвил, Кентъки.

### Deadache(2008 – 2009)
Лорди започват работа по четвърти албум през пролетта на 2008 г. и го пускат на пазара под името Deadache на 29 октомври същата година. След него настъпва още една промяна в костюмите на групата. Албумът е сходен по стил с предходните, мелодичен хардрок и хевиметъл, макар и с повече тематика на ужасите. Първият сингъл на албума е наречен „Bite It Like a Bulldog“ и е публикуван на 3 септември 2008 г. Малко след издаването на албума, Лорди се впускат на турне из САЩ през ноември заедно с групата Lizzy Borden.

### Babez for Breakfast, 20-годишен юбилей и смърт на Otus (2010 – 2012)
Mr Lordi прекарва седмица в Лос Анджелис с бившия китарсит на Kiss, Брус Кулик, пишейки две нови песни – „Cut Off My Head“ и „Call Off The Wedding“. През март 2010 г. Марк Слотър и Брус Кулик свирят в част от новата песен на Лорди. Babez for Breakfast е записан в Нашвил и продуциран от Михаел Вагенер. Първият сингъл от албума, „This is Heavy Metal“, е издаден през април 2010 г., като целият албум излиза наяве през септември.
На 4 октомври 2010 г. е обявено, че барабанистът Kita е напуснал групата, а на 16 октомври е обявено, че са намерили нов барабанист. На 26 октомври става ясно, че това е Otus. Той се присъединява към групата точно преди турнето им Europe for Breakfast.
На 15 февруари 2012 г. групата обявява във Фейсбук, че Отус е починал. Поради смъртта му, Лорди отменят всичките си концерти, планирани за началото на годината. Продължават с концертите през лятото, като викат на помощ барабаниста на финландската група Ironcross, Джими Хамър. Той също използва дегизировка на чудовище, но е наричан просто „барабанистът“. Самоличността му се изяснява по-късно.
През септември 2012 г. е издадена компилацията Scarchives Vol. 1 по случай 20-годишнината от създаването на Лорди. Единият от двата диска съдържа неиздавани преди песни, включително всички песни от неиздадения през 1997 г. албум, Bend Over And Pray The Lord.
Кийбордистката Awa напуска групата през есента на 2012 г.

### To Beast or Not to Beast(2012 – 2014)
Лорди започват да записват шестия си албум на 1 септември 2012 г. с два нови члена, Mana, новия барабанист, и Hella, новата кийбордистка. Той също е записан в Нашвил и продуциран и миксиран от Михаел Вагенер, както и предишния албум. Албумът, озаглавен To Beast or Not to Beast, е пуснат на пазара на 1 март 2013 г. През април групата тръгва на европейско турне в подкрепа на новия си албум. Изнасят и един концерт в Япония.
Работа по седмия си албум започват на 2 юни във Финландия. През юли се преместват на неизвестно място в Лапландия, където продължават със записите.

### Scare Force One(2014 – 2016)
На 31 юли 2014 г. групата обявява заглавието на седмия си албум – Scare Force One. Албумът е записан през юни и е издаден на 31 октомври в Европа, 3 ноември в Северна Америка и 26 ноември в Япония с бонус песен. На 1 февруари 2015 г. тръгват на тримесечно турне из Европа, което завършва в началото на април.
В началото на 2015 г. е обявено, че Hella е бременна. Китаристъс, Amen, по-късно потвърждава, че тя ще бъде заменена за летните фестивали. През лятото на 2015 г. става ясно, че временният член на групата се нарича Nalle. През ноември Лорди свирят на два концерта в Русия, вече с Hella.
На 27 феврари 2016 г. Лорди свирят „Hard Rock Hallelujah“ на финландския финал на Евровизия в качеството си на специални гости.
На 14 май 2016 г. Лорди се повяват в интервално представление по време на Евровизия 2016

### Monstereophonic (Theaterror Vs. Demonarchy)(2016 – 2017)
В края на 2015 г. групата обявява, че работи по нов албум. Записването му започва през декември, но е отложено поради смъртта на бащата на Mr Lordi. През април 2016 г. записването продължава. Лорди обявяват заглавието на новия албум, Monstereophonic (Theaterror vs. Demonarchy), на 13 юли и го издават на 16 септември. През октомври групата тръгва на турне в подкрепа на албума, наречено European Monstour-2016. По-късно се съобщава, че групата ще има турне в Северна Америка и Канада през 2017 г. То започва на 2 февруари и завършва на 4 март.

### Sexorcism(2017 – 2018)
На 9 март 2018 г. групата обявява името на новия си албум, Sexorcism, заедно с обложката му. Той е издаден на 25 май 2018 г. Лорди обещават, че това ще е най-противоречивият им запис. Вторият сингъл от албума, Naked in My Cellar излиза наяве на 4 май 2018 г. и е придружен от видеоклип.

## Костюми
Членовете на Лорди заявяват, че костюмите им са вдъхновени от KISS и филмите на ужасите. Самият Mr Lordi казва, че без KISS Лорди вероятно не би съществувала. Mr Lordi, който е професионален гримьор и скулптор, прави всички маски и костюми на чудовища от пенообразен латекс и някои други материали, а членовете си помагат с грима. Лорди имат нови маски и костюми за всеки нов албум.
Костюмите на чудовища са такава важна част от имиджа на Лорди, че те отказват да бъдат фотографирани или интервюирани без тях, дори с цената на собственото си неудобство. Лорди са правили интервюта и без маски, но са били снимани в гръб, така че лицата им не се виждат. На интервюта винаги говорят на английски, вместо на родния си финландски.
Въпреки стриктния си подход към костюмите, няколко вестника публикуват техни фалшиви снимки без маски. На 22 май 2006 г. Дейли Мейл публикуват стара снимка на групата без грим и маски. По-късно става ясно, че това всъщност е снимка на Children of Bodom. Това заявяват самите Children of Bodom на сайта си.
На 24 май 2006 г. таблоидното финландско списание 7 Päivää публикува стара снимка на лицето на Mr Lordi на корицата си, а два дни по-късно друг таблоид – Katso! – публикува снимки на останалите 4 членове без маски. Двете списания са силно критикувани от читателите си за това, че публикуват снимките, което води до бързи извинения от страна на списанията и обещания да не публикуват повече снимки на Лорди без маски.

## Състав
- Mr Lordi – вокал (1992-)
- Amen – електрическа китара (1996-)
- Hiisi – бас китара (2019-)
- Hella – клавишни (2012-)
- Mana – барабанист (2012-)

### Бивши членове
- G-Stealer (Sami Keinanen) – бас китара (1996 – 1999)
- Magnum (Sami Wolking) – бас китара (1999 – 2002)
- Kalma (Niko Hurme) – бас китара (2002 – 2005)
- Enary (Erna Siikavirta) – понякога се явява на концерти, клавишни (1997 – 2005)
- Kita (Sampsa Astala) – барабани (2000 – 2010)
- Otus (Tonmi Lillman) – барабанист (2010 – 2012)
- Awa (Leena Peisa) – клавишни (2005 – 2012)
- OX (Samer el Nahhal) – бас китара (2005 – 2019)

Хронология
- Mr Lordi
- Amen
- OX
- Mana
- Hella
- Kita
- Awa
- Otus
- Kalma (вляво)

## Наследство
Площад Лорди в центъра на град Рованиеми, родния град на Mr Lordi, е преименуван малко след победата на групата на Евровизия.
Финландската пощенска служба издава пощенска марка с лика на Лорди през май 2007 г.
Вид газирана напитка, Лорди Кола, е наречена в тяхна чест и пусната на пазара през септември 2006 г.
Версия 2.6.17-rc5 на ядрото на Линукс е наречена Lordi Rules.

## Дискография

### Албуми
- Napalm Market (1993)
- Bend Over and Pray the Lord (1997)
- Get Heavy (2002)
- The Monsterican Dream (2004)
- The Monster Show (хибрид)(2005)
- The Arockalypse (2006)
- Deadache (2008)
- Zombilation (2009)
- Babez For Breakfast (2010)
- Scarchives Vol. 1 (2012)
- To Beast or Not To Beast (2013)
- Scare Force One (2014)
- Monstereophonic (2016)
- Sexorcism (2018)
- Killection (2020)
- Lordiversity (2021)
- Screem Writers Guild (2023)

### Сингли
- Would You Love a Monsterman? (2002)
- Devil is a Loser (2003)
- Blood Red Sandman (2004)
- My Heaven is Your Hell (2004)
- Hard Rock Hallelujah (2006)
- Who's Your Daddy? (2006)
- Would You Love A Monsterman? 2006 version (2006)
- It Snows In Hell (2006)
- They Only Come Out At Night (2007)
- Beast Loose In Paradise (2008)
- Bite It Like A Bulldog (2008)
- Deadache (2008)
- This Is Heavy Metal (2010)
- Rock Police (2010)
- The Riff (2013)
- Nailed by the Hammer of Frankenstein (2014)
- Hug You Hardcore (2016)
- Your Tongue’s Got the Cat (2018)
- Naked in My Cellar (2018)
- Shake the Baby Silent (2019)
- I Dug a Hole in the Yard for You (2019)
- Like a Bee to the Honey (2020)

### Компилации
- The Monster Show (2005)
- Zombilation – The Greatest Cuts (2009)
- Scarchives Vol. 1 (2012)

### DVD
- Lordi's The Kin (2004)
- Market Square Massacre (2006)
- Bringing Back The Balls To Stockholm 2006 (2007)
- Dark Floors (2008)
- Recordead Live – Sextourcism in Z7 (2019)